# Helmut Michael Berger
Helmut Michael Berger (* 1. November 1925 in Pertisau am Achensee in Tirol; † 13. April 2013) war ein österreichischer Maler, Grafiker und Restaurator.

## Leben
Berger wurde mit 14 Jahren taub und wandte sich künstlerischen Tätigkeiten zu. Er studierte an der Wiener Akademie der bildenden Künste und anschließend an der Kunstschule der Stadt Linz bei Herbert Dimmel.
Seine gegenständlichen Bilder hatten zunächst nur mäßigen Erfolg, dennoch blieb er weiter bei diesem Genre. Sein Werkraum befand sich am nördlichen Stadtrand von Linz am Maderleithnerweg, wo er Raum für seine Vielseitigkeit hatte und Zeichnungen, Holzschnitte und Gemälde anfertigte. Er bearbeitete religiöse Motive und stellte Menschen und Landschaften des Mühlviertels mit großer Klarheit dar.
Der Künstler gehörte der Berufsvereinigung der bildenden Künstler Österreichs (Sektion Oberösterreich) an und wurde mit dem Berufstitel Professor ausgezeichnet.

## Werke

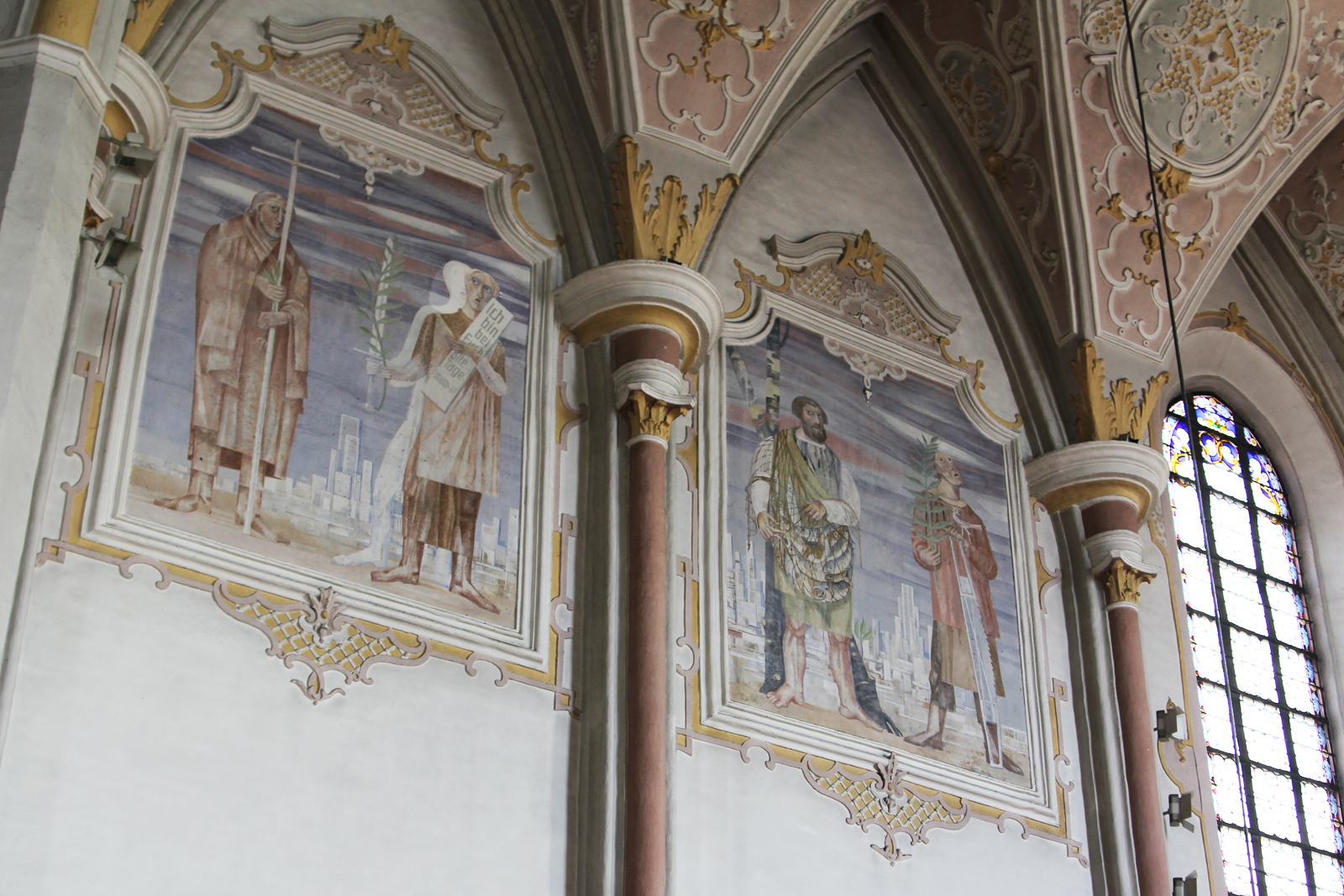
Apostelbilder in der Pfarrkirche Altheim

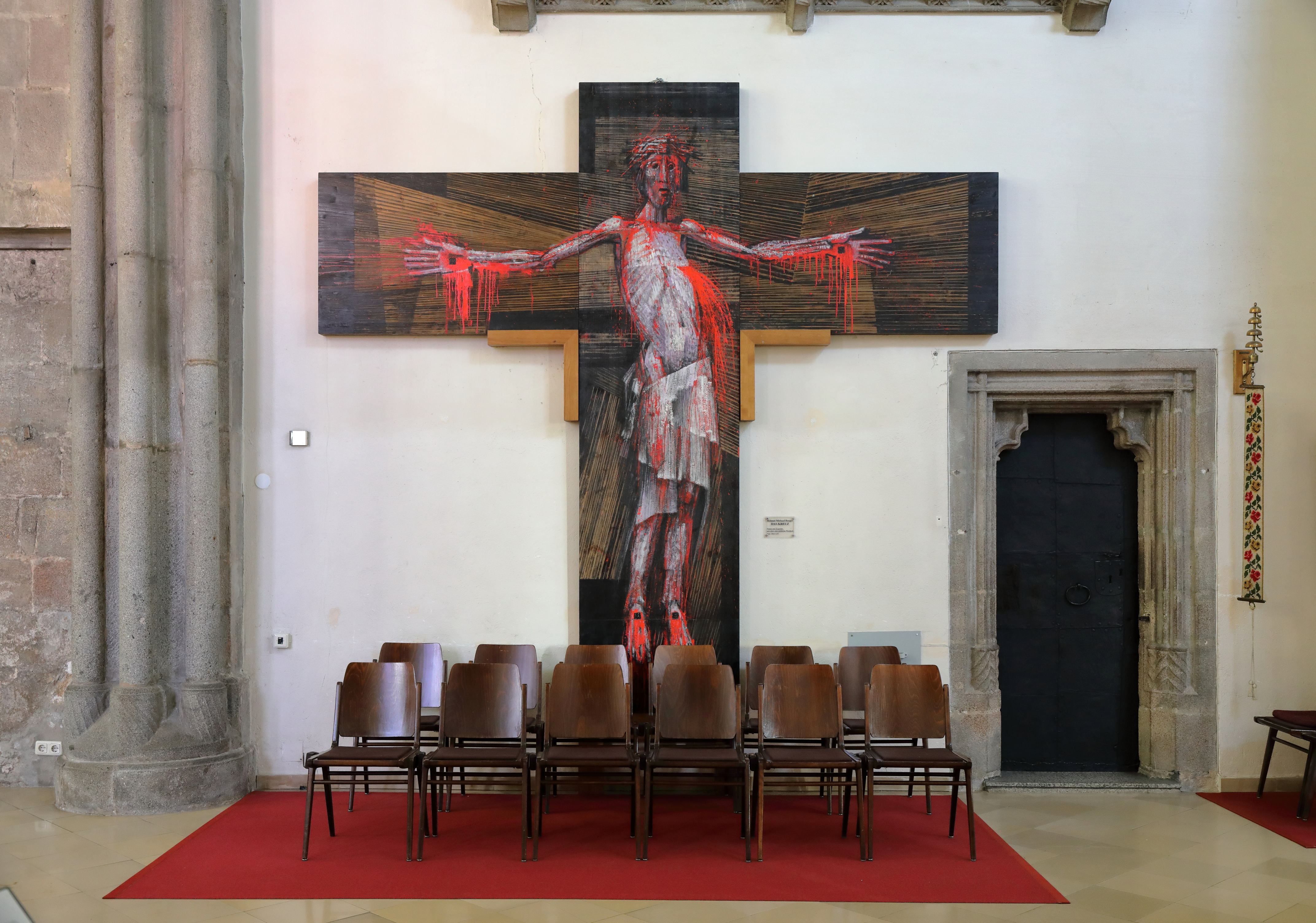
Kruzifix in der Stadtpfarrkirche Freistadt (1998)

Werke des Künstlers befinden sich u. a. in der Kunstsammlung des Landes Oberösterreich:
- Künstlerische Ausgestaltung der Bruder-Klaus-Kirche in Doppl (Gemeinde Leonding) (1964)[4]
- Monumentales gemaltes Kruzifix für die Pfarrkirche St. Leopold in Urfahr (1990er-Jahre)
- Farbintensiver vierteiliger Bildschrein für die Kapelle des Landespflegezentrums Christkindl (2004)[5]
- Gemeinsam mit Theodor Bohdanowicz - Restaurierung der Wandmalereien im Erdgeschoss des Nordico[6]
- Renovierung der Fresken in der Stiftskirche Garsten und in der Stiftskirche Spital am Pyhrn sowie in der Wallfahrtskirche Christkindl[7]
- Auferstehungsdarstellung im Andachtsraum der Lebenswelt Schenkenfelden (Einrichtung für taubblinde Menschen)

## Ausstellungen
- 1955 Linzer Schlossmuseum (frühe Arbeiten)
- 2001 Retrospektive mit Arbeiten aus den Jahren 1943 bis 2001 in der Galerie der Berufsvereinigung bildender Künstler Österreichs (Sektion Oberösterreich) im Ursulinenhof
- 2015 Taubes Gehör - Lebendiges Gestalten. Helmut Michael Berger (1925–2013), Matthäus Fellinger (1924–2002). bvoö - Vereinigung Kunstschaffender Oberösterreichs, 8. bis 29. April 2015 im Ursulinenhof